# Битто, Иштван
Иштван Битто (венг. Bittó István; 3 мая 1822, Шарошфа — 7 марта 1903, Будапешт) — венгерский политический деятель.

## Биография
Иштван Битто родился 3 мая 1822 года в местечке Шарошфа. Изучал в Пресбурге право, затем в 1845 году сделался нотариусом Визельбургского, позже Пресбургского комитата. 
В качестве представителя Нижнешютского округа в пештском рейхстаге 1848 году он последовал за венгерским правительством в Дебрецен и Сегед и после вилагошской катастрофы 1849 года бежал за границу, но в 1851 году вернулся на родину.
С 1861 года постоянно состоял членом нижней палаты, где примкнул к деакистам, а с 1869 до 1872 был вице-президентом палаты. После ухода Хорвата он принял в 1871 году у Балтазара Хорвата портфель министра юстиции в кабинете Андраши, а в 1874 был назначен министром-президентом, но так как ему не удалось спасти от распадения партию деакистов, то он в 1875 году подал в отставку, оставшись членом венгерской палаты депутатов.
С 1899 года — член верхней палаты венгерского рейхстага.